# Baumgartenberg
Baumgartenberg è un comune austriaco di 1 686 abitanti nel distretto di Perg, in Alta Austria; ha lo status di comune mercato (Marktgemeinde). Il 1º gennaio 1955 ha inglobato parte del comune soppresso di Puchberg im Machland.